# Université d'État de New York à Binghamton
 (juillet 2024).
Pour les articles homonymes, voir Bing.
L'université d'État de New York à Binghamton (en anglais : State University of New York at Binghamton, Binghamton University, Bing ou tout simplement BU) est une université publique américaine située à Vestal et à Binghamton, dans l'État de New York. C'est un des campus de l'université d'État de New York.

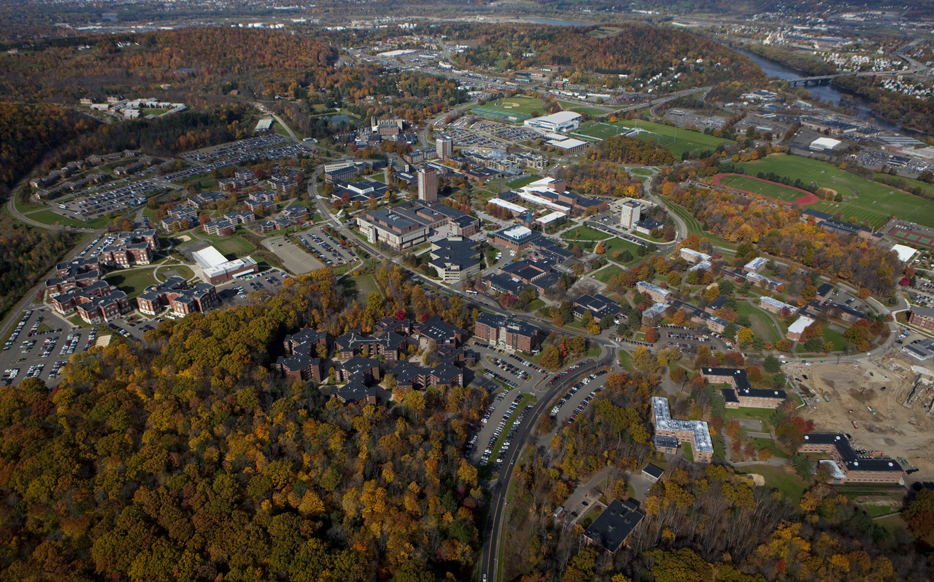
Photographie aérienne de l'université de Binghamton.

## Personnalités liées à l'université

### Professeurs
- James Petras, professeur de sociologie
- Jerome Rothenberg, professeur d'arts plastiques
- Marina Sitrin, professeur adjoint de sociologie
- Joanna Russ, professeure de littérature

### Étudiants
- Jessie Kabwila-Kapasula

## Sport
Dans le domaine sportif, les Bearcats de Binghamton défendent les couleurs de l'université.

## Source
- (en) Cet article est partiellement ou en totalité issu de l’article de Wikipédia en anglais intitulé « Binghamton University » (voir la liste des auteurs).